# Rosenoxid
Rosenoxid ist eine chemische Verbindung aus der Gruppe der Pyrane und monozyklischen Monoterpene, die als einer der Hauptgeruchsstoffe in Rosen und Rosenöl enthalten ist. Rosenoxid ist chemisch gesehen ein Stoffgemisch aus mehreren isomeren Formen.

## Vorkommen

Strukturformeln von (−)-cis- bzw. (−)-trans-Rosenoxid mit Stereochemie.

Bei Rosenoxid handelt es sich um ein Stoffgemisch aus den isomeren cis- und trans-Formen der Verbindung, wobei natürlich meist die (linksdrehende) cis-Form vorliegt und nur (−)-cis-Rosenoxid den typischen Rosengeruch verbreitet. Sie ist neben anderen Verbindungen für den charakteristischen Duft von Rosenöl und Geraniumöl verantwortlich.

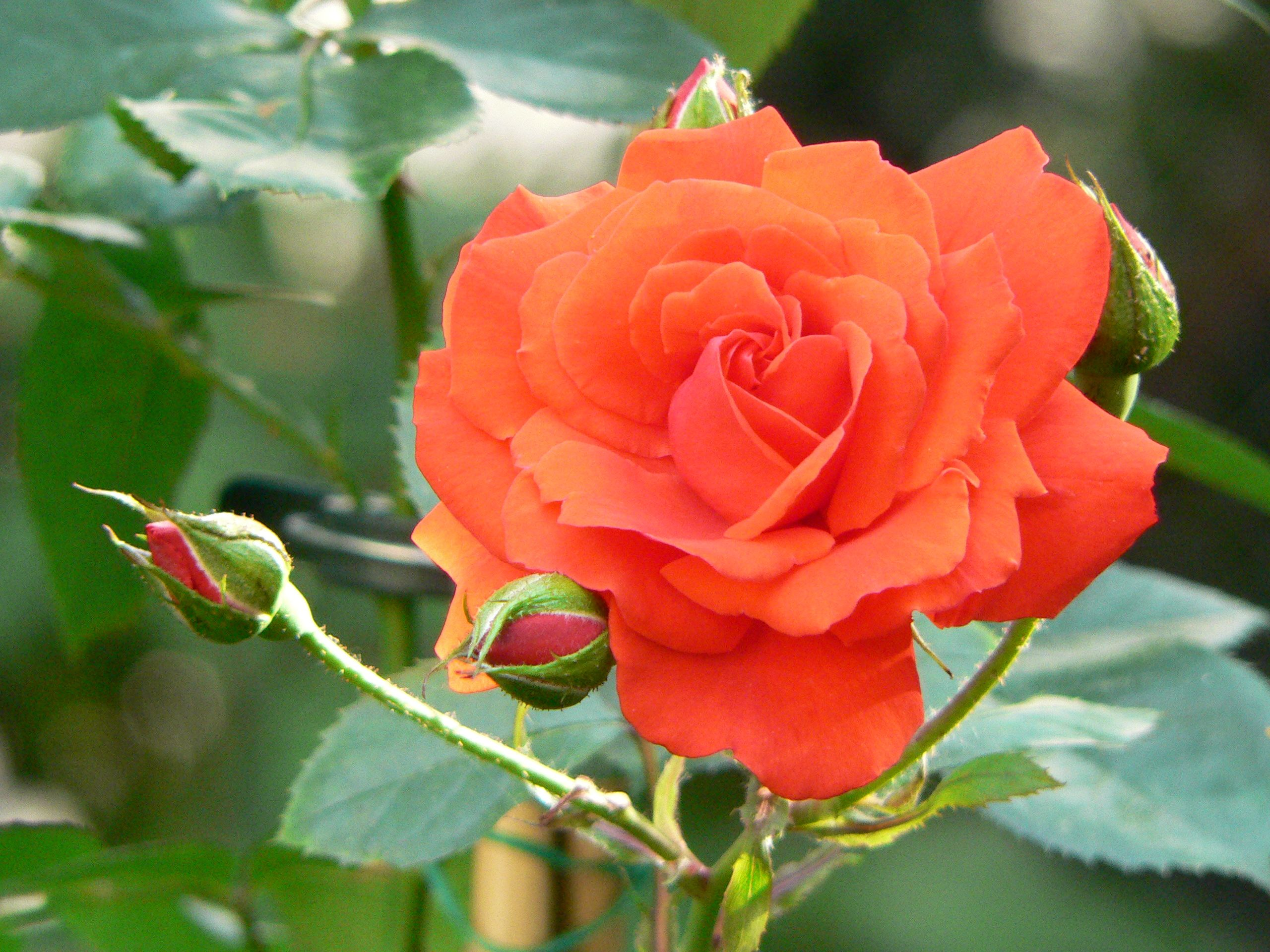
Rose 'Ave Maria' (1981, Kordes)

Natürlich kommt Rosenoxid neben in Rosen auch in einigen Weinsorten und in Lindenblüten (und damit auch in Lindenhonig) vor und ist mit für den Geruch und Geschmack verantwortlich. Darüber hinaus kommt (−)-cis-Rosenoxid in ätherischen Ölen, beispielsweise im Geraniumöl oder im bulgarischen Rosenöl vor.
Auch im Abwehrsekret einiger Arten der Bockkäfer kommt Rosenoxid vor.

## Gewinnung und Darstellung
Großtechnisch kann Rosenoxid über die solare Photooxidation von Citronellol oder aus Halohydrinen oder Epoxiden gewonnen werden.
Bei der häufigeren Synthese ausgehend von Citronellol wird dieses durch Einleiten von Sauerstoff mit UV-Licht in Allylhydroperoxide überführt. Diese werden mittels Natriumsulfit in Diole reduziert. Nur das aus dem tertiären Allylhydroperoxid gebildete Diol lässt sich dann mittels verdünnter Schwefelsäure cyclisieren. Dabei entstehen (−)-cis bzw. (−)-trans-Rosenoxid zu gleicher Ausbeute.
Die mikrobielle Gewinnung von Rosenoxid ist ebenfalls möglich.

## Eigenschaften und Gesundheitsgefahren
Rosenoxid verfärbt sich nicht und ist relativ stabil. Es verursacht Hautreizungen, schwere Augenreizungen und kann vermutlich die Fruchtbarkeit beeinträchtigen.

## Verwendung
Rosenoxid wird wegen seiner starken Geraniumspitzennote in der Parfümindustrie eingesetzt, häufig bei Seifen, Kosmetika und anderen Haushaltsprodukten.